# Willys 77
Der Willys 77 war ein US-amerikanischer Pkw, den Willys-Overland in Toledo (Ohio), 1933 herausbrachte. Im Grunde handelte es sich bei dem Fahrzeug um eine Weiterentwicklung des Whippet. Willys-Overland musste im gleichen Jahr Konkurs anmelden, die Fertigung lief aber weiter.
Der Wagen hatte einen vorne längs eingebauten Vierzylinder-Reihenmotor mit 2388 cm³ Hubraum und 48 bhp (35 kW) Leistung. Der Radstand betrug nur 2540 mm und das Auto wurde für unter 500,-- US-$ angeboten, was es zum billigsten amerikanischen Wagen seiner Zeit machte. Auch der Betrieb war recht preisgünstig, da der Wagen nur 9,4 ltr. Benzin auf 100 km verbrauchte.
Der Willys 77 erreichte eine Höchstgeschwindigkeit von 120 km/h, was ihn zu einer guten Basis für Rennfahrzeuge machte. So erreichte ein umgebautes Fahrzeug im 24-Stunden-Rennen am Salzsee von Muroc eine Durchschnittsgeschwindigkeit von 104,93 km/h.
In den Jahren bis zum Eintritt der USA in den Zweiten Weltkrieg wurde die Modellreihe unter den Namen Willys 37, Willys 38, Willys 48, Willys Speedway und Willys Americar weitergebaut. Als 1942 die zivile Pkw-Produktion in den USA eingestellt werden musste, verschwand auch dieses Fahrzeug vom Markt.

## Modelle Jahr für Jahr

### Modelljahr 1933
Von der ersten Serie gab es ein 2- und ein 4-sitziges Coupé mit jeweils 2 Türen und eine 4-türige Limousine. Von allen drei Modellen wurden besser ausgestattete Ausführungen mit dem Namenszusatz "Custom" geliefert, die um 20,-- US-$ mehr kosteten als die Grundmodelle.

### Modelljahr 1934
Im Folgejahr blieb die Modellpalette unverändert; lediglich ein Pick-up kam dazu. Die Preise stiegen aber um ca. 100,-- US-$. Aus den vier länglichen Lufteinlässen an den Seiten der Motorhaube wurden fünf kurze und der geteilte Kühlergrill zeigte anstatt der Längsstäbe ein Gitternetz. Der 77 war nun die einzige Modellreihe von Willys-Overland. Im selben Jahr wird das Ford Model B eingestellt. Der Willys 77 und der Plymouth Model U sind damit die letzten amerikanischen 4-Zylinder-Großserien-Pkw vor dem Zweiten Weltkrieg.

### Modelljahr 1935
1935 gab es den Willys 77 nur noch als Coupé und Limousine; alle anderen Aufbauten fielen weg.
Im selben Jahr wird der Plymouth Model U eingestellt. Der Willys 77 ist ab da der letzte amerikanische Vierzylinder-Großserien-Pkw, bis der Willys Jeep erscheint. Wenn man den Jeep nicht als richtigen Pkw ansieht, ist der nächste amerikanische Vierzylinder-Serien-Pkw der 1946er Crosley CC. 1954 erschien dann der in Großbritannien gebaute Nash-Metropolitan.

### Modelljahr 1936
Im Folgejahr gab es von der Limousine zusätzlich eine "DeLuxe"-Ausführung gegen 40,-- US-$ Aufpreis.

### Modelljahr 1937
Für das Modelljahr 1937 wurde der Wagen stilistisch überarbeitet. Eine nach vorne strebende Alligatorhaube mit horizontalen Kühlergrillstäben in Wagenfarbe und die in die wuchtigen vorderen Kotflügel eingelassenen Scheinwerfer gaben der Modellreihe ein moderneres Aussehen. Sie wurde in Willys 37 umbenannt, wobei aber die Technik gleich blieb. Auch vom Coupé gab es nun eine Luxusausführung.

### Modelljahr 1938
Der Willys 38 erhielt nun ein raketenförmiges Kühleremblem und es gab neue Modelle in Standard- und Luxusausführung.

### Modelljahr 1939
Der an sich unveränderte Wagen hieß nun Willys 48 und neben den "DeLuxe"-Modellen gab es auch "Speedway"-Ausführungen (nur 2-Türer). Kurzzeitig wurden die Fahrzeuge auch unter dem Traditionsnamen Overland verkauft.

### Modelljahr 1940
Im Folgejahr stand eine weitere stilistische Überarbeitung an: Die Alligatorhaube war nun flacher und trug keinen Kühlergrill mehr; dieser befand sich jetzt unterhalb der Haube und besaß horizontale Stäbe in Wagenfarbe. Das Modell hieß nun Willys Speedway und sein Radstand betrug nun 2.591 mm. Neben dem 2-türigen Coupé und der 4-türigen Limousine in Grund- und DeLuxe-Ausstattung gab es erstmals einen Kombi in DeLuxe-Ausführung.

### Modelljahr 1941
Der Willys Speedway wurde in diesem Jahr in Willys Americar umbenannt; Speedway war nur noch eine Bezeichnung für den Aufbau. Dazu kamen die teureren "Plainsman"-Ausführungen. Stilistisch blieben die Wagen unverändert, bekamen aber stärkere Motoren mit 63 bhp (46 kW) und der Radstand wuchs auf 2642 mm.

### Modelljahr 1942
Im verkürzten Modelljahr 1942 (bis Februar 1942) wurden die Americar-Modelle fast unverändert weitergebaut; lediglich der Kühlergrill war nun verchromt.